# Jaime I
Jaime I – drednot, który służył w hiszpańskiej marynarce w latach 1921–1937.
„Jaime I” powstał w celu zapewnienia obrony przybrzeżnej oraz dla podniesienia morale hiszpańskiej marynarki. Z powodu szybkiego postępu technologicznego przebiegającego w latach budowy „Jaime I” stał się przestarzały już przed oddaniem do użytku. Podczas hiszpańskiej wojny domowej 13 sierpnia 1936 startując z Sewilli dwa niemieckie Ju-52 uzbrojone w bomby zbombardowały „Jaime I" uzyskując jedno bezpośrednie trafienie, które spowodowało wybuch amunicji na okręcie z wieloma zabitymi na pokładzie. Okręt odholowano do Cartageny, gdzie 17 czerwca 1937 roku na pokładzie nastąpiła eksplozja. Oględziny przeprowadzone po wypadku ujawniły, że odniesione uszkodzenia są zbyt trudne do naprawy. Jednostka została wycofana z użycia 3 lipca 1939 roku.